# Boyacá es Para Vivirla
Boyacá es Para Vivirla ist ein kolumbianisches Radsportteam.
Die Mannschaft wurde 2007 gegründet und besaß bis zum Jahr 2009 eine UCI-Lizenz als Continental Team, mit der sie hauptsächlich an Rennen der UCI America Tour und der UCI Europe Tour teilnahm. Sportliche Leiter waren Vicente Belda und Fernando Florez Espinosa. Seit dem Jahr 2010 ist das Team nicht mehr bei der UCI registriert.

## Saison 2009

### Erfolge in der UCI America Tour
In der Saison 2009 gelangen dem Team nachstehende Erfolge in der UCI America Tour.
| Datum        | Rennen                                                | Kat. | Fahrer                   |
| ------------ | ----------------------------------------------------- | ---- | ------------------------ |
| 1. Mai       | Kolumbianische Meisterschaft – Einzelzeitfahren (U23) | NC   | Nairo Alexander Quintana |
| 10. Juni     | 4. Etappe Vuelta a Colombia                           | 2.2  | Wilson Cepeda            |
| 4. August    | 1. Etappe Vuelta Ciclista a León                      | 2.2  | David Belda              |
| 7. August    | 4. Etappe Vuelta Ciclista a León                      | 2.2  | Freddy Montaña           |
| 4.–8. August | Gesamtwertung Vuelta Ciclista a León                  | 2.2  | David Belda              |

### Mannschaft
| Name              | Geburtstag        | Nationalität | Team 2010                           |
| ----------------- | ----------------- | ------------ | ----------------------------------- |
| William Aranzazo  | 1. April 1983     | Kolumbien    |                                     |
| David Belda       | 18. März 1983     | Spanien      | Guerola-Valencia Terra i Mar        |
| Wilson Cepeda     | 2. September 1980 | Kolumbien    | EBSA                                |
| Tiago Fiorilli    | 11. März 1984     | Brasilien    | Funvic-Pindamonhangaba              |
| Javier González   | 13. November 1979 | Kolumbien    | UNE-EPM                             |
| Carlos López      | 5. Juli 1987      | Kolumbien    |                                     |
| Freddy Montaña    | 23. November 1982 | Kolumbien    | Boyacá Orgullo de América           |
| Antonio Olmo      | 19. August 1982   | Spanien      |                                     |
| Santiago Oseda    | 30. Mai 1980      | Kolumbien    |                                     |
| Edwin Parra       | 8. Juli 1984      | Kolumbien    | Boyacá Orgullo de América           |
| Nairo Quintana    | 4. Februar 1990   | Kolumbien    | Café de Colombia-Colombia es Pasión |
| Ramiro Rincon     | 17. März 1987     | Kolumbien    |                                     |
| Michael Rodríguez | 29. Juli 1989     | Kolumbien    |                                     |
| Jeffry Romero     | 4. Oktober 1989   | Kolumbien    | Boyacá Orgullo de América           |
| Alejandro Serna   | 5. Februar 1984   | Kolumbien    | Formesan-Panachi-Inder Santander    |
| Jeferson Vargas   | 6. November 1984  | Kolumbien    | Redetrans-Supergiros                |

## Platzierungen in UCI-Ranglisten
UCI America Tour
| Saison | Mannschaftswertung | Fahrerwertung        |
| ------ | ------------------ | -------------------- |
| 2007   | 19.                |                      |
| 2009   | 13.                | Freddy Montaña (67.) |

UCI Europe Tour
| Saison | Mannschaftswertung | Fahrerwertung         |
| ------ | ------------------ | --------------------- |
| 2009   | 67.                | Freddy Montaña (193.) |